# Armenisches Alphabet

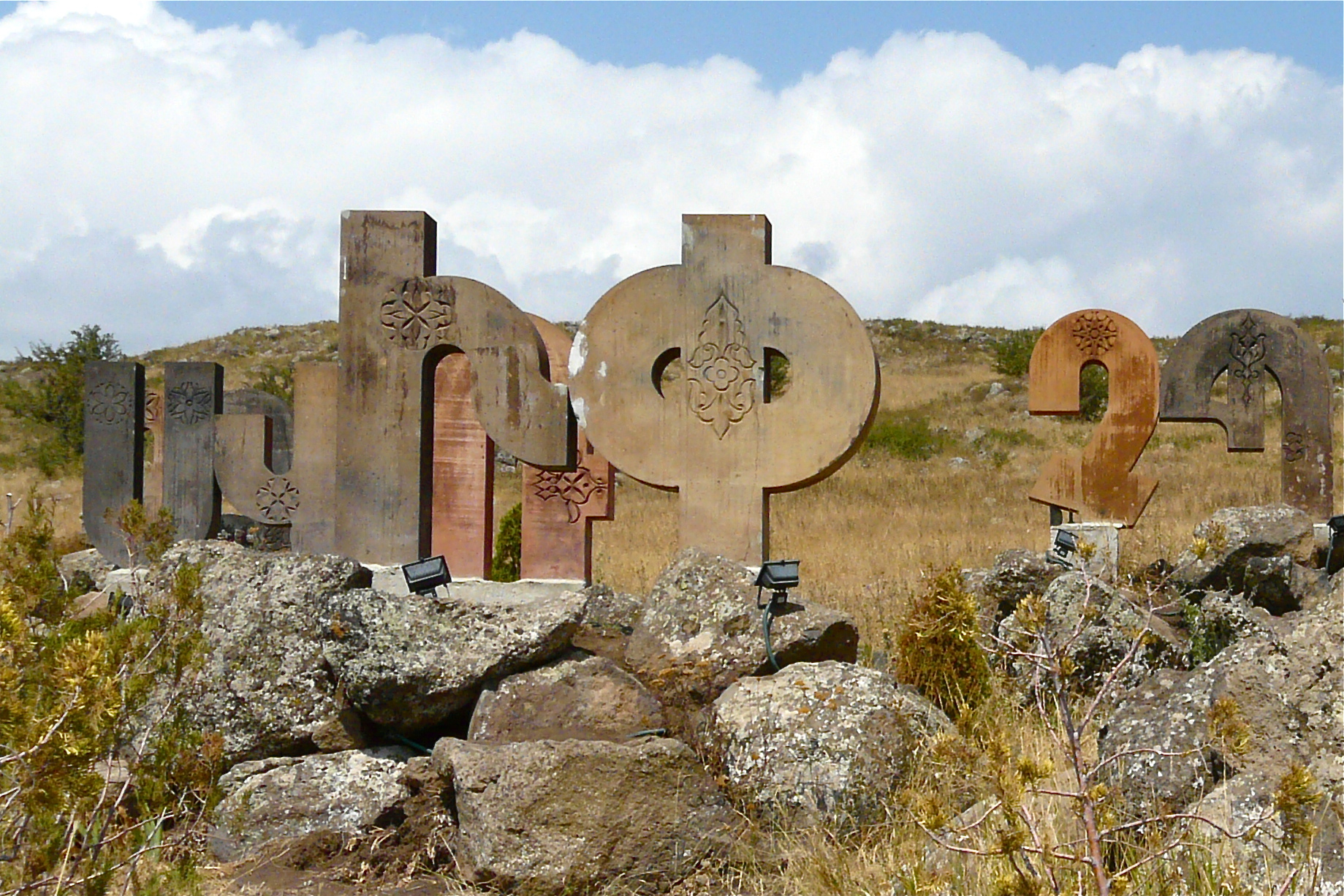
Steinerne Monumente für das armenische Alphabet

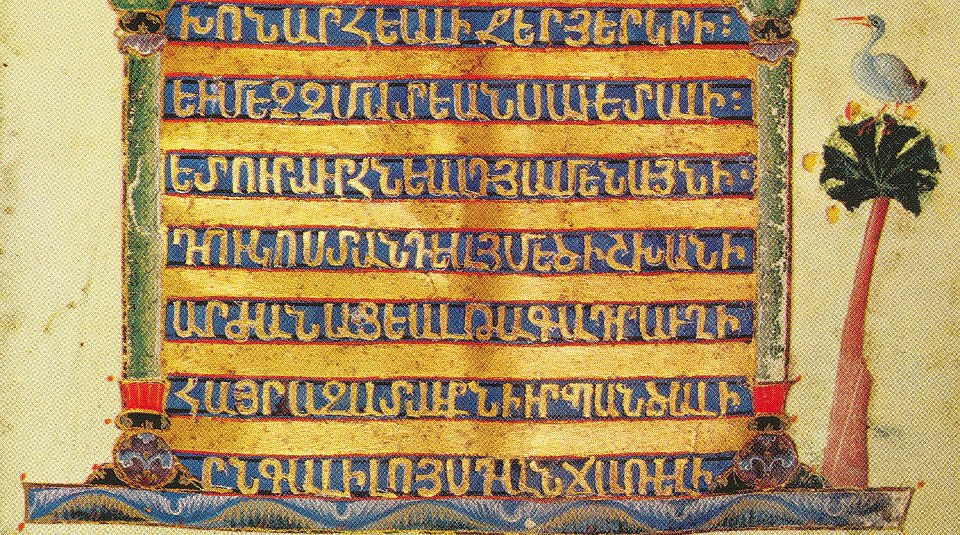
Historisches armenisches Manuskript

Das armenische Alphabet (armenisch: Հայոց գրեր Hajoz grer oder Հայոց այբուբեն Hajoz ajbuben) ist die Schrift, mit der die armenische Sprache geschrieben wird.

## Geschichte
Der Überlieferung zufolge wurde das armenische Alphabet vom Heiligen Mesrop Maschtoz etwa zwischen 403 und 406 n. Chr. geschaffen. Es ist unklar, ob die Schrift eine Neuentwicklung war oder ob die Armenier zuvor eine andere eigene Schrift benutzten, von der keine Schriftzeugnisse existieren.
Bis zum 5. Jahrhundert verwendeten die Armenier die griechische, syrische oder aramäische Schrift, um geschäftliche und offizielle Angelegenheiten zu dokumentieren. Es bestehen gewisse Ähnlichkeiten mit deren Schriftzeichen. Die Reihenfolge der Buchstaben lässt griechischen Einfluss vermuten, die Form der Buchstaben lässt aber auf semitische Vorbilder schließen.
Noch größer sind die Gemeinsamkeiten mit der äthiopischen Schrift. Ein kultureller Austausch zwischen Armeniern und Angehörigen des Aksumitischen Reiches am Horn von Afrika im 4. Jahrhundert in Jerusalem gilt als wahrscheinlich. Davon könnte nach einer These die Entwicklung der Schrift profitiert haben.
Die älteste Form des armenischen Alphabets, die bis zum 11. Jahrhundert gebraucht wurde, ist bekannt unter der Bezeichnung ‚Eisenschrift‘ (երկաթագիր jerkatagir, erkat‘agir). Kleinbuchstaben entstanden im 11. Jahrhundert. Die Buchstaben O (օ) und Feh (ֆ) sind erst im 13. Jahrhundert entstanden. Das O entstand wegen einer Lautverschiebung der armenischen Sprache von /av/ zu /o/, das Feh wurde zur Schreibung von Lehnwörtern eingeführt.
1922–1924 wurden in der damaligen Armenischen SSR zwei Rechtschreibreformen durchgeführt, die im heute unabhängigen Armenien nach wie vor gültig sind. Aus dem Alphabet strich man den 34. Buchstaben Wjun (ւ), an dessen Stelle nun das U (ու) als ein Buchstabe rückte. Weil das Wjun nun nicht mehr als selbstständiger Buchstabe existierte, wurde außerdem die sehr gebräuchliche Ligatur Jew (և), bestehend aus kleinem Jetsch (ե) und Wjun (ւ) dem Alphabet als 37., nunmehr eigenständiger Buchstabe hinzugefügt.
Die Westarmenier, insbesondere die armenische Diaspora in Europa und den USA, sowie die Ostarmenier im Iran haben diese Änderungen nicht übernommen.

## Armenische Buchstabenkunst

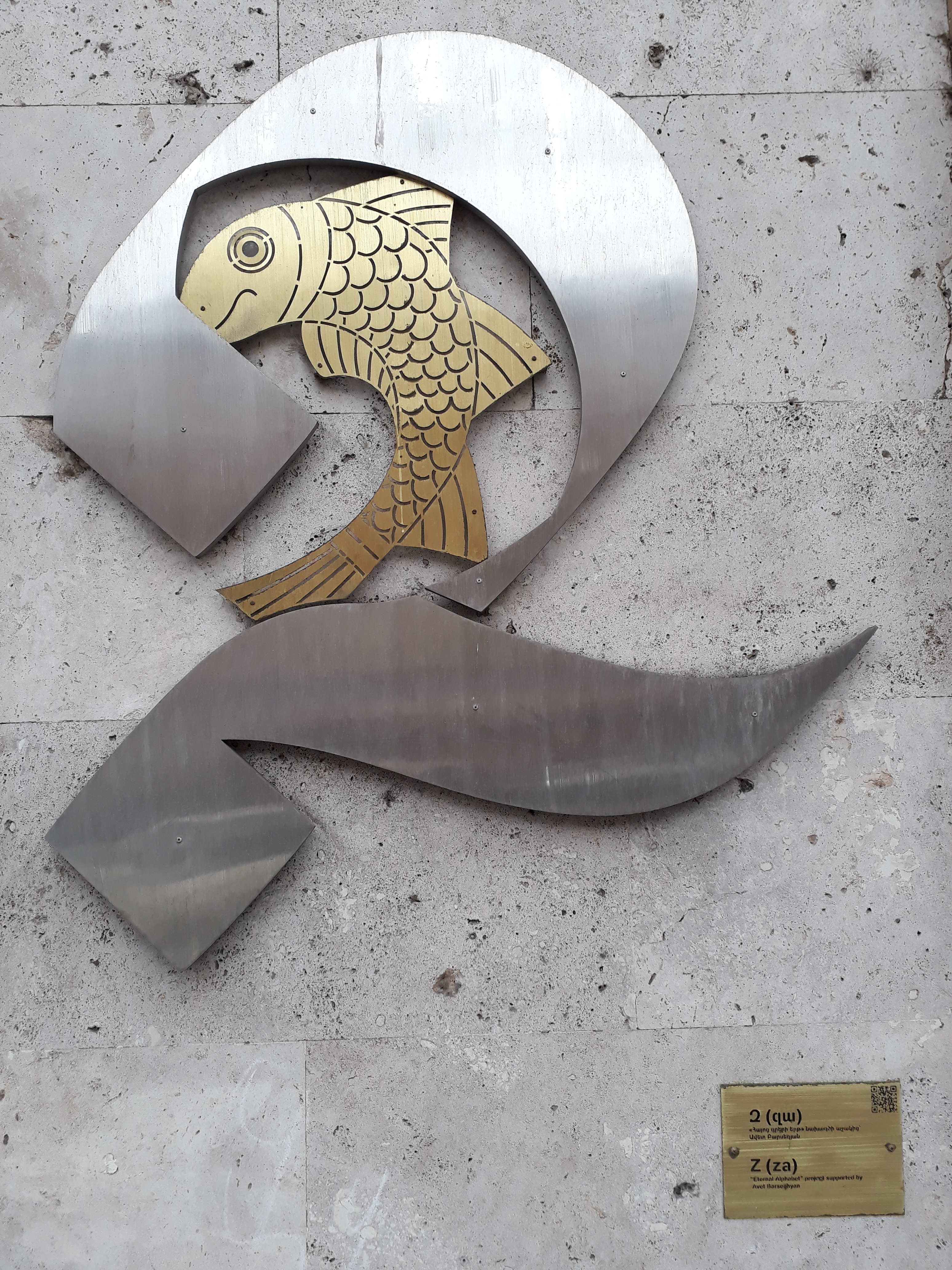
„Sa“, der sechste Buchstabe, im Relief „Ewiges Alphabet“ in Jerewan

Seit Jahrhunderten werden die armenischen Buchstaben in vielfältiger Weise ornamental und in anderer künstlerischer Weise verwendet. Es existieren viele Zierschriften, die Themen wie Knoten, Tiere und mythische oder imaginäre Kreaturen umsetzen. So werden die Schriftzeichen nicht nur in Schriften verwendet, sondern auch als Zahlen, Kryptographen und im Kunsthandwerk verarbeitet. Es ist Volkskunst, die in ganz Armenien praktiziert wird und so eine wesentliche Ausdrucksform der armenischen kulturellen Identität ist.
In der Jugend- und Erwachsenenbildung wird die Tradition gelehrt, sie wird von vielen künstlerischen und handwerklichen Berufsgruppen angewandt.
2019 wurde Die armenische Schreibkunst und ihre kulturellen Ausdrucksformen von der UNESCO in die Repräsentative Liste des immateriellen Kulturerbes der Menschheit aufgenommen.

## Buchstaben
Die korrekte Darstellung der Tabellen auf dieser Seite erfordert eine Unicode-Schriftart, die das armenische Alphabet abdeckt.
| N°                                                                  | Name                      | Name                      | Großbuchstabe | Kleinbuchstabe | Transliteration | Transliteration | Ostarmenisch                          | Ostarmenisch            | Ostarmenisch                               | Westarmenisch           | Westarmenisch            | Zahlen- wert |
| N°                                                                  | Name                      | Name                      | Großbuchstabe | Kleinbuchstabe | REArm           | DIN 32706       | englische Transkription BGN/PCGN 1981 | Transkription (deutsch) | Aussprachehinweise (IPA)                   | Transkription (deutsch) | Aussprachehinweise (IPA) | Zahlen- wert |
| ------------------------------------------------------------------- | ------------------------- | ------------------------- | ------------- | -------------- | --------------- | --------------- | ------------------------------------- | ----------------------- | ------------------------------------------ | ----------------------- | ------------------------ | ------------ |
| Die 36 originalen Buchstaben bei Einführung                         |                           |                           |               |                |                 |                 |                                       |                         |                                            |                         |                          |              |
| 1                                                                   | այբ                       | [ayb]                     | Ա             | ա              | a               | a               | a                                     | a                       | ([a])                                      |                         |                          | 1            |
| 2                                                                   | բէն                       | [bên]                     | Բ             | բ              | b               | b               | b                                     | b                       | ([b])                                      | p                       | wie hochdeutsch p ([pʰ]) | 2            |
| 3                                                                   | գիմ                       | [gim]                     | Գ             | գ              | g               | g               | g                                     | g                       | ([g])                                      | k                       | wie hochdeutsch k ([kʰ]) | 3            |
| 4                                                                   | դա                        | [da]                      | Դ             | դ              | d               | d               | d                                     | d                       | ([d])                                      | t                       | mit Aspiration ([tʰ])    | 4            |
| 5                                                                   | եչ                        | [eč̕]                      | Ե             | ե              | e               | e               | (y)e                                  | (j)e                    | ([jɛ], [ɛ])                                |                         |                          | 5            |
| 6                                                                   | զա                        | [za]                      | Զ             | զ              | z               | z               | z                                     | s                       | wie in Sonne ([z])                         |                         |                          | 6            |
| 7                                                                   | է                         | [ê]                       | Է             | է              | ē               | ê               | e                                     | e                       | ([ɛ])                                      |                         |                          | 7            |
| 8                                                                   | ըթ                        | [ẹt̕]                      | Ը             | ը              | ě               | ẹ               | y                                     | e                       | Schwa, wie in essen ([ə])                  |                         |                          | 8            |
| 9                                                                   | թո                        | [t̕o]                      | Թ             | թ              | t‘              | t̕               | t’                                    | t                       | mit Aspiration ([tʰ])                      |                         |                          | 9            |
| 10                                                                  | ժէ                        | [žê]                      | Ժ             | ժ              | ž               | ž               | zh                                    | sch                     | wie in Garage ([ʒ])                        |                         |                          | 10           |
| 11                                                                  | ինի                       | [ini]                     | Ի             | ի              | i               | i               | i                                     | i                       |                                            |                         |                          | 20           |
| 12                                                                  | լիւն                      | [liwn]                    | Լ             | լ              | l               | l               | l                                     | l                       | ([l])                                      |                         |                          | 30           |
| 13                                                                  | խէ                        | [xê]                      | Խ             | խ              | x               | x               | kh                                    | ch                      | wie in Tuch ([x])                          |                         |                          | 40           |
| 14                                                                  | ծա                        | [ca]                      | Ծ             | ծ              | c               | c               | ts                                    | z                       | ohne Aspiration ([t͡s])                     | ds                      | wie ds ([d͡z])            | 50           |
| 15                                                                  | կէն                       | [kên]                     | Կ             | կ              | k               | k               | k                                     | k                       | wie fränkisch, d. h. nicht aspiriert ([k]) | g                       | ([g])                    | 60           |
| 16                                                                  | հո                        | [ho]                      | Հ             | հ              | h               | h               | h                                     | h                       | ([h])                                      |                         |                          | 70           |
| 17                                                                  | ձա                        | [ja]                      | Ձ             | ձ              | j               | j               | dz                                    | ds                      | ([d͡z])                                     | z                       | wie hochdeutsch (ds)     | 80           |
| 18                                                                  | ղատ                       | [ġat]                     | Ղ             | ղ              | ł               | ġ               | gh                                    | gh                      | wie französisch r ([ʀ])                    |                         |                          | 90           |
| 19                                                                  | ճէ                        | [čê]                      | Ճ             | ճ              | č               | č               | ch                                    | tsch                    | ohne Aspiration ([t͡ʃ])                     | dsch                    | wie in Jeans ([d͡ʒ])      | 100          |
| 20                                                                  | մէն                       | [mên]                     | Մ             | մ              | m               | m               | m                                     | m                       | ([m])                                      |                         |                          | 200          |
| 21                                                                  | յի                        | [yi]                      | Յ             | յ              | y               | y               | y                                     | j                       | ([j])                                      |                         |                          | 300          |
| 22                                                                  | նու                       | [now]                     | Ն             | ն              | n               | n               | n                                     | n                       | wie deutsch ([n], [ŋ])                     |                         |                          | 400          |
| 23                                                                  | շա                        | [ša]                      | Շ             | շ              | š               | š               | sh                                    | sch                     | ([ʃ])                                      |                         |                          | 500          |
| 24                                                                  | ո                         | [o]                       | Ո             | ո              | o               | o               | (v)o                                  | (w)o                    | ([vo], [o])                                |                         |                          | 600          |
| 25                                                                  | չա                        | [č̕a]                      | Չ             | չ              | č‘              | č̕               | ch’                                   | tsch                    | wie deutsch ([t͡ʃʰ])                        |                         |                          | 700          |
| 26                                                                  | պէ                        | [pê]                      | Պ             | պ              | p               | p               | p                                     | p                       | wie fränkisch, d. h. nicht aspiriert [p]   | b                       | ([b])                    | 800          |
| 27                                                                  | ջէ                        | [ǰê]                      | Ջ             | ջ              | ǰ               | ǰ               | j                                     | dsch                    | wie in Jeans ([d͡ʒ])                        | tsch                    | wie deutsch (Dschungel)  | 900          |
| 28                                                                  | ռա                        | [ṙa]                      | Ռ             | ռ              | ṙ               | ṙ               | rr                                    | r                       | gerollt ([r])                              |                         |                          | 1000         |
| 29                                                                  | սէ                        | [sê]                      | Ս             | ս              | s               | s               | s                                     | s (ss)                  | wie in Spaß/Ass ([s])                      |                         |                          | 2000         |
| 30                                                                  | վէվ                       | [vêv]                     | Վ             | վ              | v               | v               | v                                     | w                       | wie englisch v ([v])                       |                         |                          | 3000         |
| 31                                                                  | տիւն                      | [tiwn]                    | Տ             | տ              | t               | t               | t                                     | t                       | nicht aspiriert ([t])                      | d                       | ([d])                    | 4000         |
| 32                                                                  | րէ                        | [rê]                      | Ր             | ր              | r               | r               | r                                     | r                       | wie englisch r ([ɹ])                       |                         |                          | 5000         |
| 33                                                                  | ցո                        | [c̕o]                      | Ց             | ց              | c‘              | c̕               | ts’                                   | z                       | wie deutsch z ([t͡sʰ])                      | ds                      | ([d͡z])                   | 6000         |
| 34                                                                  | հիւն                      | [hiwn]                    | Ւ             | ւ              | w               | w               | u                                     | w, u                    | ([v], [u])                                 |                         |                          | 7000         |
| 35                                                                  | փիւր                      | [p̕iwr]                    | Փ             | փ              | p‘              | p̕               | p’                                    | p                       | wie hochdeutsch p ([pʰ])                   |                         |                          | 8000         |
| 36                                                                  | քէ                        | [k̕ê]                      | Ք             | ք              | k‘              | k̕               | k’                                    | k                       | wie hochdeutsch k ([kʰ])                   |                         |                          | 9000         |
| Im 13. Jahrhundert hinzugefügte Buchstaben                          |                           |                           |               |                |                 |                 |                                       |                         |                                            |                         |                          |              |
| 37 (38)                                                             | օ                         | [ô]                       | Օ             | օ              | ō               | ô               | o                                     | o                       | ([o])                                      |                         |                          | -            |
| 38 (39)                                                             | ֆէ                        | [fê]                      | Ֆ             | ֆ              | f               | f               | f                                     | f                       | ([f])                                      |                         |                          | -            |
| Durch die neue armenische Rechtschreibung ersetzt, bzw. hinzugefügt |                           |                           |               |                |                 |                 |                                       |                         |                                            |                         |                          |              |
| 34                                                                  | Digraph anstelle des Hiwn | Digraph anstelle des Hiwn | Ու            | ու             | ow              | ow              | u                                     | u                       | ([u])                                      |                         |                          | -            |
| 37                                                                  | Ligatur aus Eč̕ und Hiwn   | Ligatur aus Eč̕ und Hiwn   |               | և              | e͡w              | e͡w              | ev, yev                               | (j)ew                   | ([jɛv], [ɛv])                              |                         |                          | -            |

1. ↑  Gemeint ist nicht der Zahlwert (siehe unten), sondern der Platz im Alphabet
2. ↑  Nur angeführt, falls abweichend.
3. ↑  Übernimmt Anlage 5 Tabelle 7 der RAK-WB (1983) = Praxisregeln zu § 110,4 der RSWK.
4. 1 2 3  Im Anlaut je [jɛ], sonst e [ɛ]. Der Sinn dieser Regelung ist, dass das j bei zusammengesetzten Wörtern ausfällt, z. B. եղբայր ełbayr [jɛʀ'bajɹ], deutsch ‚Bruder‘, aber մորեղբայր morełbayr [moɹɛʀ'bajɹ], deutsch ‚Bruder der Mutter‘.
5. ↑  Alternativ auch th, dies ist aber weniger üblich als früher. Üblich ist es nur noch bei Wörtern griechischen Ursprungs wie կաթոլիկոս (transliteriert kat‘olikos, transkribiert Katholikos).
6. ↑  Alternativ auch:

1. i (nach dem Vorbild der englischen Transkription, z. B. Petrosian statt Petrosjan, diese Schreibweise ist aber in Bezug auf die Aussprache irreführend);

2. y (in seltenen Fällen ebenfalls irreführend, z. B. dürften viele deutsche Muttersprachler hyut (հյութ hyowt‘ [hjutʰ], deutsch ‚Saft‘) intuitiv als [hyutʰ] lesen – wie bei Hyäne –, hjut ist dagegen eindeutig);

3. h (z. B. bei Hakob (Յակոբ Yakob [ha'kob]), die klassische armenische Schreibweise von Jakob).
7. 1 2  Im Anlaut wo, sonst o (Ausnahmen: ո՞վ und ովքե՞ր). Der Sinn dieser Regelung ist, dass das w bei zusammengesetzten Wörtern ausfällt, z. B. որդի ordi [voɹ'tʰi], deutsch ‚Sohn‘, aber քեռորդի k‘eṙordi [kʰeroɹ'tʰi], deutsch ‚Sohn des Onkels mütterlicherseits‘.
8. ↑  Zwischen zwei Vokalen ss, sonst s.
9. ↑  Die Aussprache des Buchstabens w im Deutschen ist meist leicht anders (stimmhafter labiodentaler Approximant [⁠ʋ⁠]).
10. ↑  In geschlossenen Silben nach i als u, sofern die Silbe nicht durch Zusammensetzung geschlossen wird (dies betrifft nur die klassische Rechtschreibung).
11. ↑  Vor allem (in der reformierten Schreibweise nur) am Wortanfang und in zusammengesetzten Wörtern, z. B. այսօր aysōr [aj'soɹ], deutsch ‚heute‘, wortwörtlich ‚dieser Tag‘, zusammengesetzt aus այս ays [ajs], deutsch ‚dieser/diese/dieses‘ und օր ōr [oɹ], deutsch ‚Tag‘.

## Westarmenische Digraphen
Neben dem panarmenischen ու gibt es zwei typisch westarmenische Digraphen.
- Zur Zeit der Kreuzzüge waren die kilikischen Westarmenier Verbündete der Kreuzfahrer und kamen insbesondere mit französischen Rittern in Kontakt. Die Westarmenier übernahmen dabei einige französische Wörter und um die „ö-Laute“ [ø], [œ] und [œ̃] wiederzugeben, wurde der Digraph օէ ōē eingeführt. Dieser Digraph ist das einzige rein orthographische Merkmal, an dem man westarmenische von klassisch geschriebenen ostarmenischen Texten unterscheiden kann.
- իւ iw wird in geschlossenen Silben [y] ausgesprochen (lies wie ein deutsches „ü“), während es im Altarmenischen vermutlich [iw] ausgesprochen wurde. Im Ostarmenischen wird իւ iw dagegen [jɯ] ausgesprochen, nur als Transkription von Fremdwörtern im Rahmen der klassischen Rechtschreibung kann es – sofern der Sprecher dies so aussprechen kann und möchte – als [y] ausgesprochen werden. Beispiel: Բիւզանդ ‚Byzanz‘ kann sowohl [bjɯ'zand] als auch [by'zand] ausgesprochen werden.
  - Ausnahmen: Wenn die Schließung der Silbe durch Zusammensetzungen entstehen, bleibt die ursprüngliche Aussprache erhalten, z. B. պատիւ patiw, deutsch ‚Ehre‘, [ba'div] (westarm.), [pa'tiv] (ostarm.); պատիւս patiws, deutsch ‚meine Ehre‘, [ba'divǝs] (westarm.), [pa'tivǝs] (ostarm.).

## Ligaturen
| Name                             | Zeichen |
| -------------------------------- | ------- |
| Ligatur ե+ւ (auch benutzt als &) | և       |
| Ligatur մ+ն                      | ﬓ       |
| Ligatur մ+ե                      | ﬔ       |
| Ligatur մ+ի                      | ﬕ       |
| Ligatur վ+ն                      | ﬖ       |
| Ligatur մ+խ                      | ﬗ       |

## Namen der Buchstaben
Es gibt traditionelle Namen der Buchstaben. Sie wurden jedoch in den Schulen der Armenischen SSR nicht vermittelt und sind deshalb vielen Armeniern unbekannt. Angegeben ist zuerst die traditionelle Schreibweise und dann die reformierte, die allerdings aus dem oben genannten Grund eher theoretischer Natur ist.
- այբ, բէն, գիմ, դա, եչ, զա, է, ըթ, թո, ժէ, ինի, լիւն, խէ, ծա, կէն, հո, ձա, ղատ, ճէ, մէն, յի 1, նու, շա, ո, չա, պէ, ջէ, ռա, սէ, վէվ, տիւն, րէ, ցո, վիւն 2, փիւր, քէ; օ, ֆէ
- այբ, բեն, գիմ, դա, եչ, զա, է, ըթ, թո, ժե, ինի, լյուն, խե, ծա, կեն, հո, ձա, ղատ, ճե, մեն, հի, նու, շա, ո, չա, պե, ջե, ռա, սե, վեվ, տյուն, րե, ցո, ու (sic!), փյուր, քե; օ, ֆե; և

## Zahlzeichen
Wie im lateinischen und griechischen Alphabet existiert ein armenisches Zahlensystem, in dem die Buchstaben als Zahlzeichen verwendet werden. In beiden Fällen gab es kein Zeichen für die Null. Gelegentlich werden sie noch benutzt, um Jahreszahlen oder Kapitelnummern anzugeben.

## Interpunktion
| Satztrennungszeichen (տրոհության նշաններ) | Satztrennungszeichen (տրոհության նշաններ) |
| ----------------------------------------- | ----------------------------------------- |
| Satzendezeichen (վերջակետ)                | ։                                         |
| Semikolon, Abkürzungspunkt (միջակետ)      | .                                         |
| Komma (ստորակետ)                          | ,                                         |
| But (բութ) 1                              | ՝                                         |
| Intonationszeichen (առոգանության նշաններ) |                                           |
| Betonungszeichen (շեշտ) 2                 | ՛                                         |
| Fragezeichen (հարցական նշան) 3            | ՞                                         |
| Ausrufezeichen (բացականչական նշան) 3      | ՜                                         |
| Sonstiges                                 |                                           |
| Linker Halbring                           | ՙ                                         |
| Apostroph = Rechter Halbring              | ՚                                         |
| Abkürzungszeichen (պատիվ)                 | ՟                                         |
| Bindestrich (ենթամնա)                     | ֊                                         |

Siehe dazu auch: 

## Armenisches Alphabet in Unicode
Das armenische Alphabet belegt im Unicodeblock Armenisch die Positionen von U+0531 bis U+058A. Einige Ligaturen liegen im Unicodeblock Alphabetische Präsentationsformen bei U+FB13 bis U+FB17.